# Johann Bernhard Klombeck
Johann Bernhard Klombeck (teilweise auch Klombek) (* 1. Juli 1815 bei Kleve; † 28. November 1893 ebenda) war ein Landschaftsmaler, welcher der so genannten Klever Romantik zuzuordnen ist.

## Leben
Klombeck wuchs im deutsch-niederländischen Grenzgebiet auf. Seine Eltern waren der Schneidermeister Heinrich Klombeck aus Kleve und dessen Ehefrau Marianne Tinthoff, eine Halbschwester des Malers Matthias Tinthoff. Dieser Onkel war es auch, der dem jungen Johann Bernhard Klombeck die Grundlagen der Malerei vermittelte und ihm ersten Unterricht gab.
Ab 1841 genoss er den Einfluss des schon damals bekannten niederländischen Landschaftsmalers Barend Cornelis Koekkoek, der ihn an seiner damals neu gegründeten Kunstakademie in Kleve unterrichtete.
Seine ersten Ausstellungen zeigte Klombeck in seiner Heimatstadt Kleve sowie in Nijmegen. Zwischen 1843 und 1856 wurden seine Werke u. a. auf großen Ausstellungen in Amsterdam, Rotterdam, Den Haag, Dresden und Berlin gezeigt.
Klombeck war ein Maler der Romantik. Er wurde Nachfolger des 1862 verstorbenen Koekkoek als Leiter der Kunstakademie in Kleve.

## Werke
Seine Motive fand er in der Landschaft des Niederrheins und den benachbarten Niederlanden. Es waren zumeist romantisch verklärte Motive mit knorrigen Eichen oder Burg-Ruinen als Blickfang. Auch dramatische Wolkenformationen wurden zu seinen Stilmerkmalen.
Auf dem Höhepunkt seiner Schaffensperiode traf er auf den belgischen Tier- und Personenmaler Eugène Verboeckhoven. In Zusammenarbeit mit Verboeckhoven entstanden Landschaftsgemälde, die mit Menschen und Tieren „belebt“ wurden. Diese Werke wurden zumeist von beiden Künstlern signiert.
Neben Werken in Öl auf Leinwand, entstanden auch zahlreiche Werke in Öl auf Holz. Klombeck signierte oftmals lediglich mit J B K , teilweise mittig am unteren Rand seiner Werke. Bedeutende Werke Klombecks erzielten auf Auktionen im In- und Ausland Preise von über 100.000,- Euro.

## Galerie

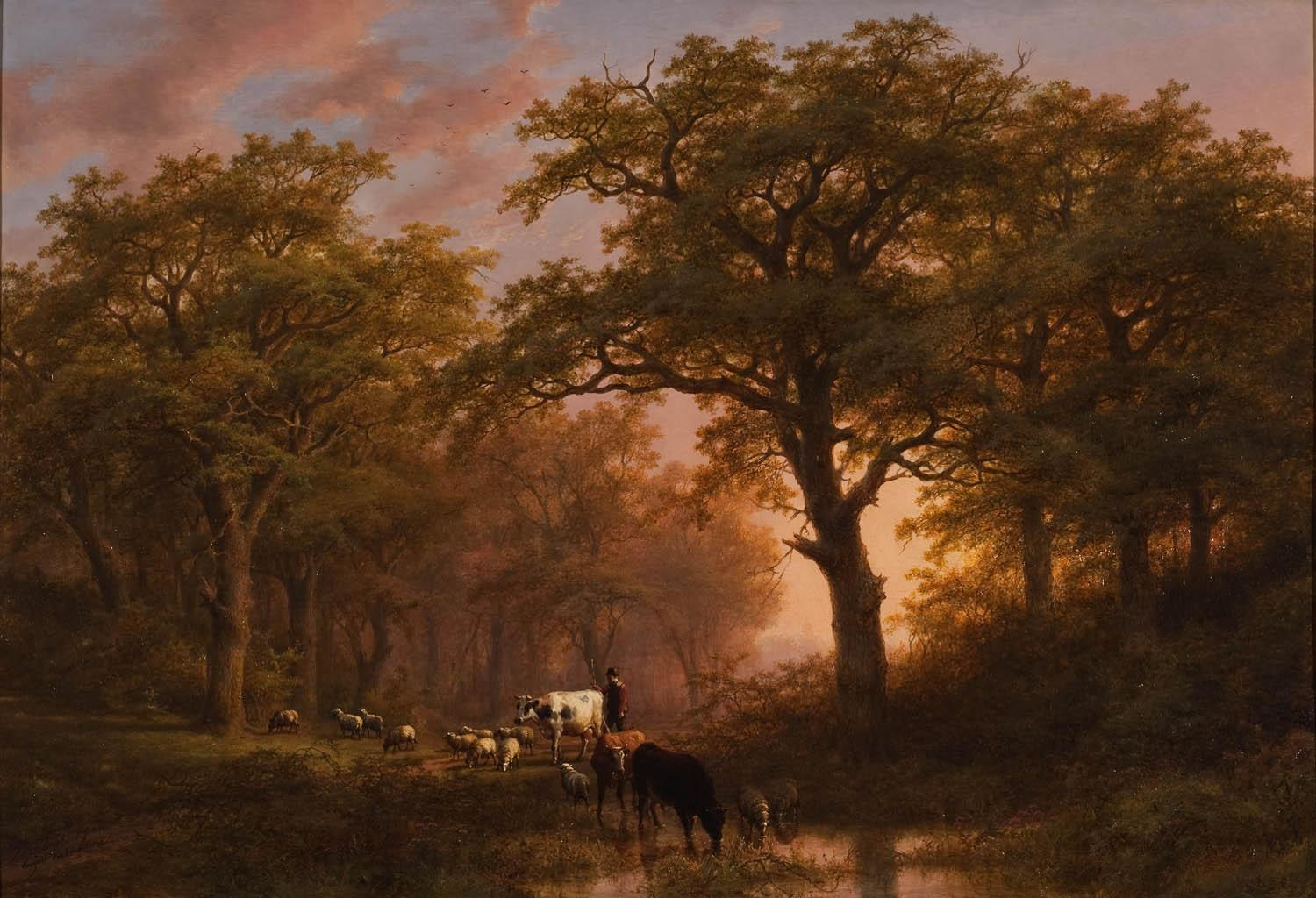
Sommerlandschaft mit Vieh (1870, mit Eugène Verboeckhoven)
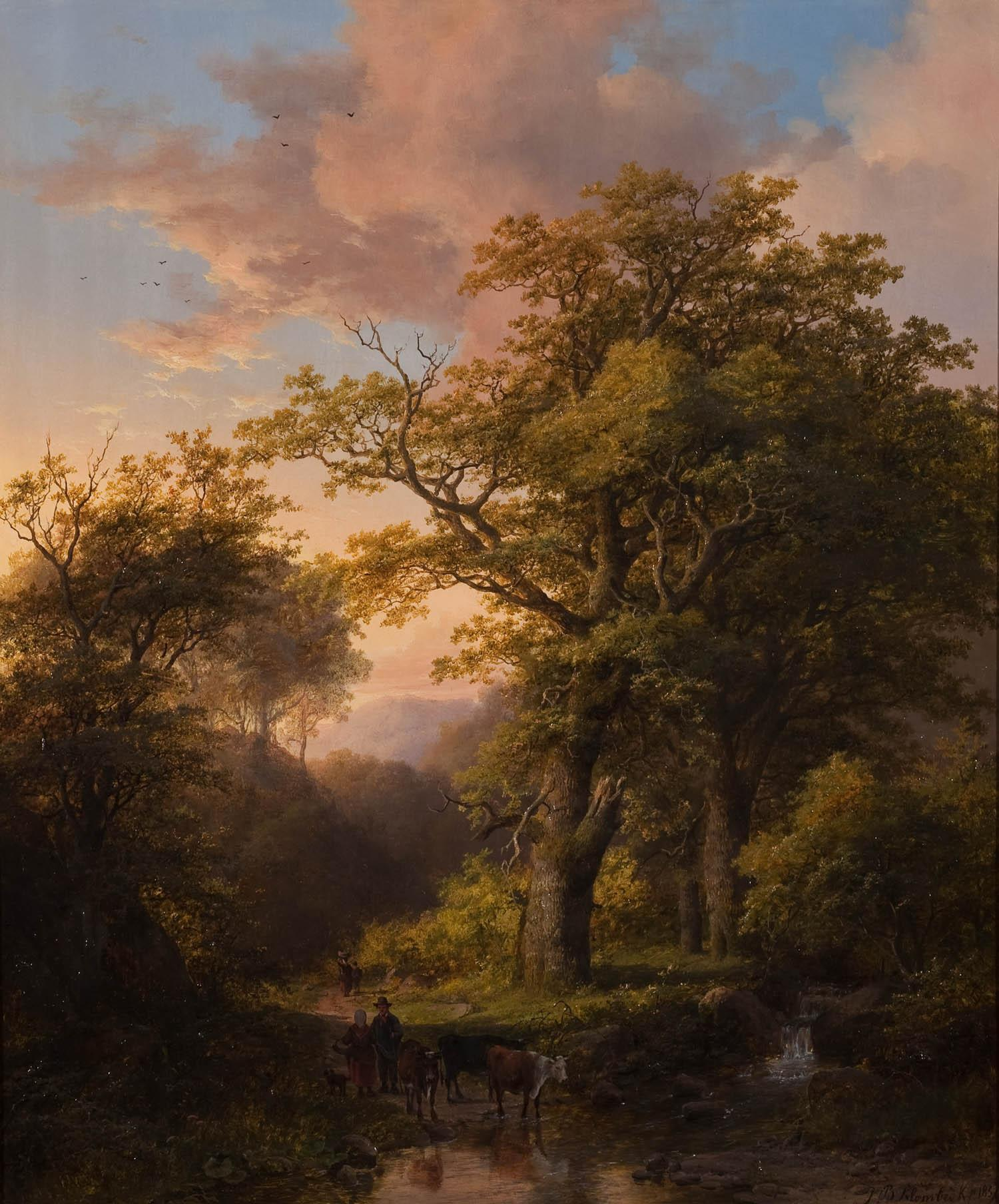
Waldszene (1857)
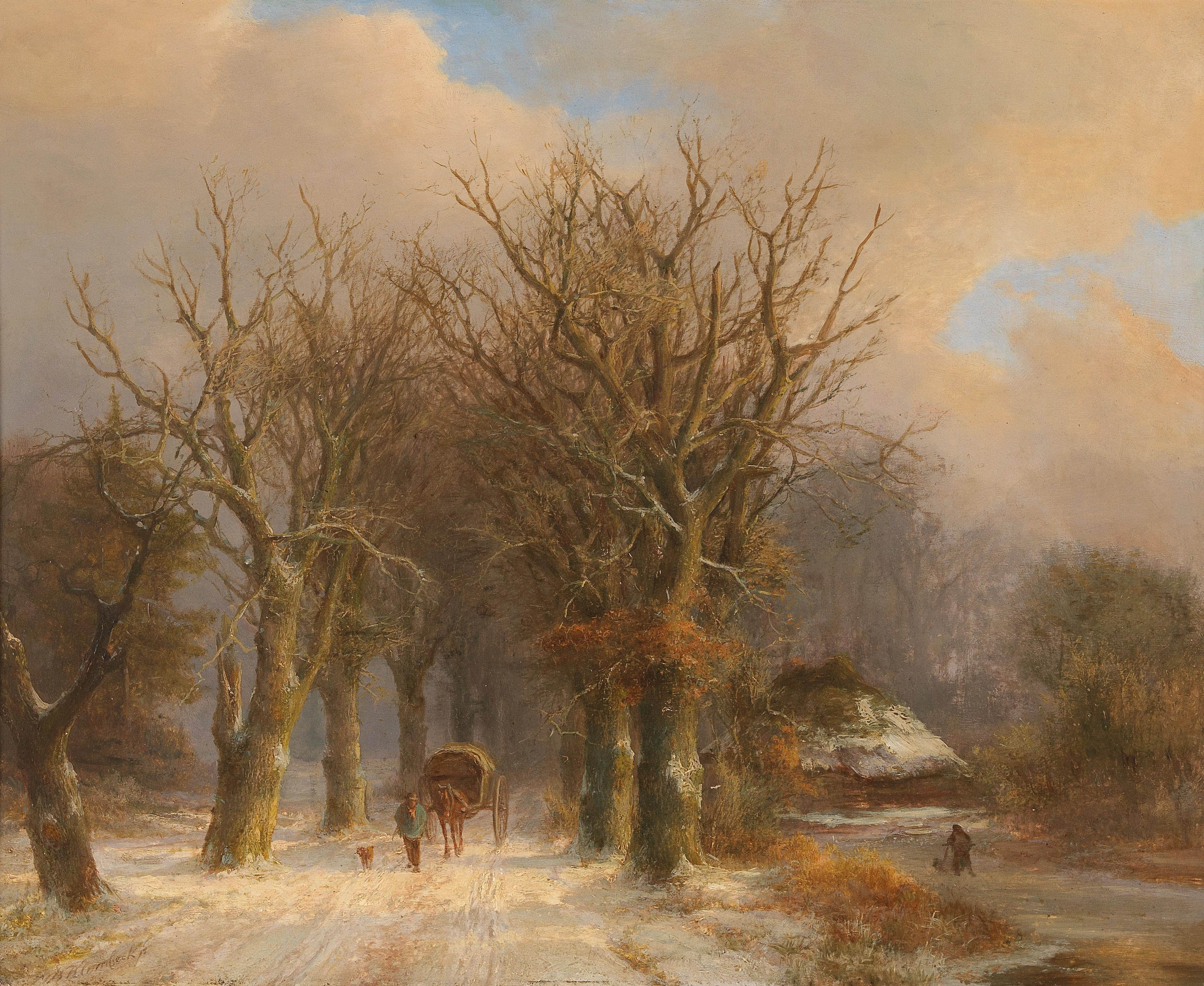
Winterlandschaft mit Pferd und Wagen (vor 1893)
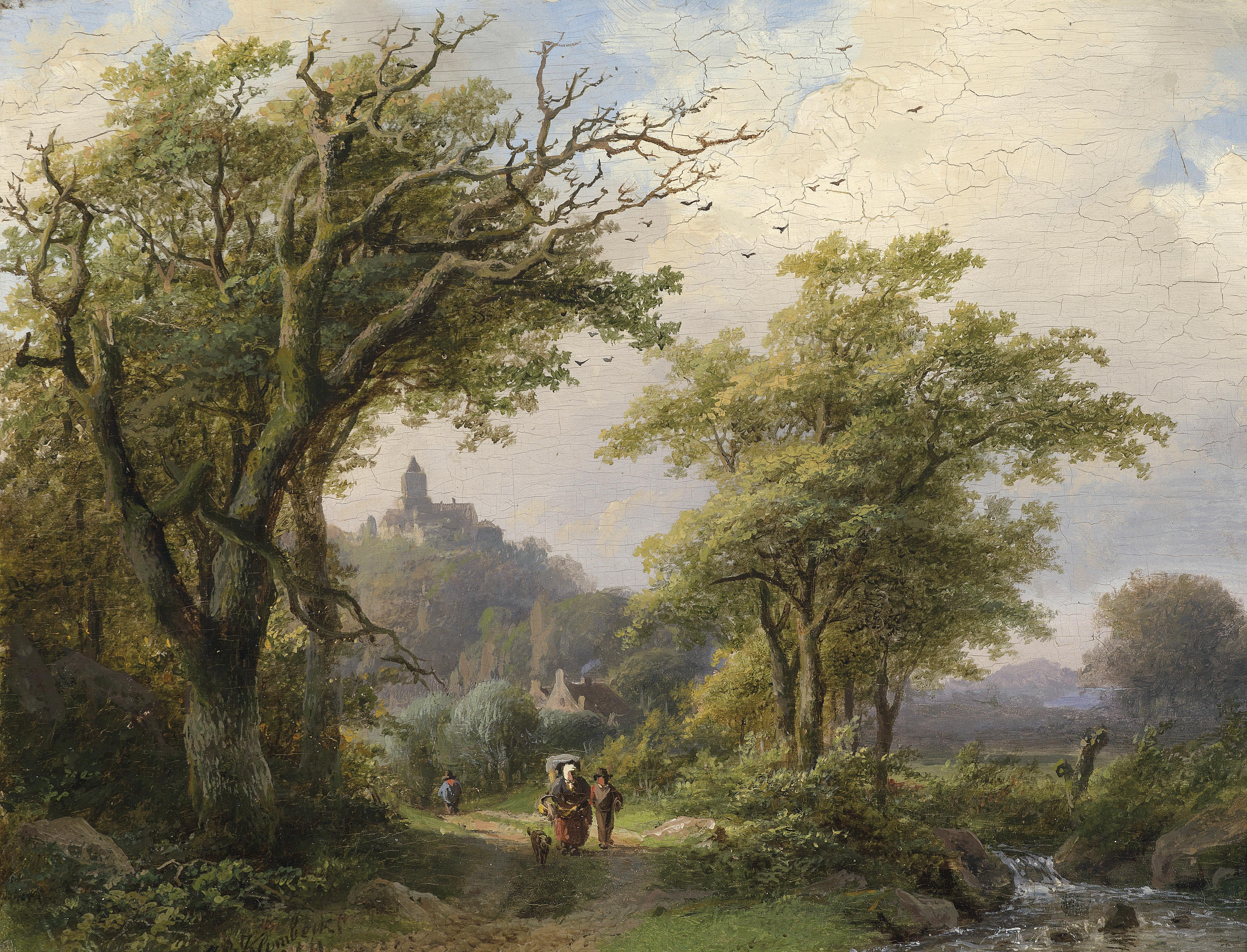
Wanderer am Bach (1854)
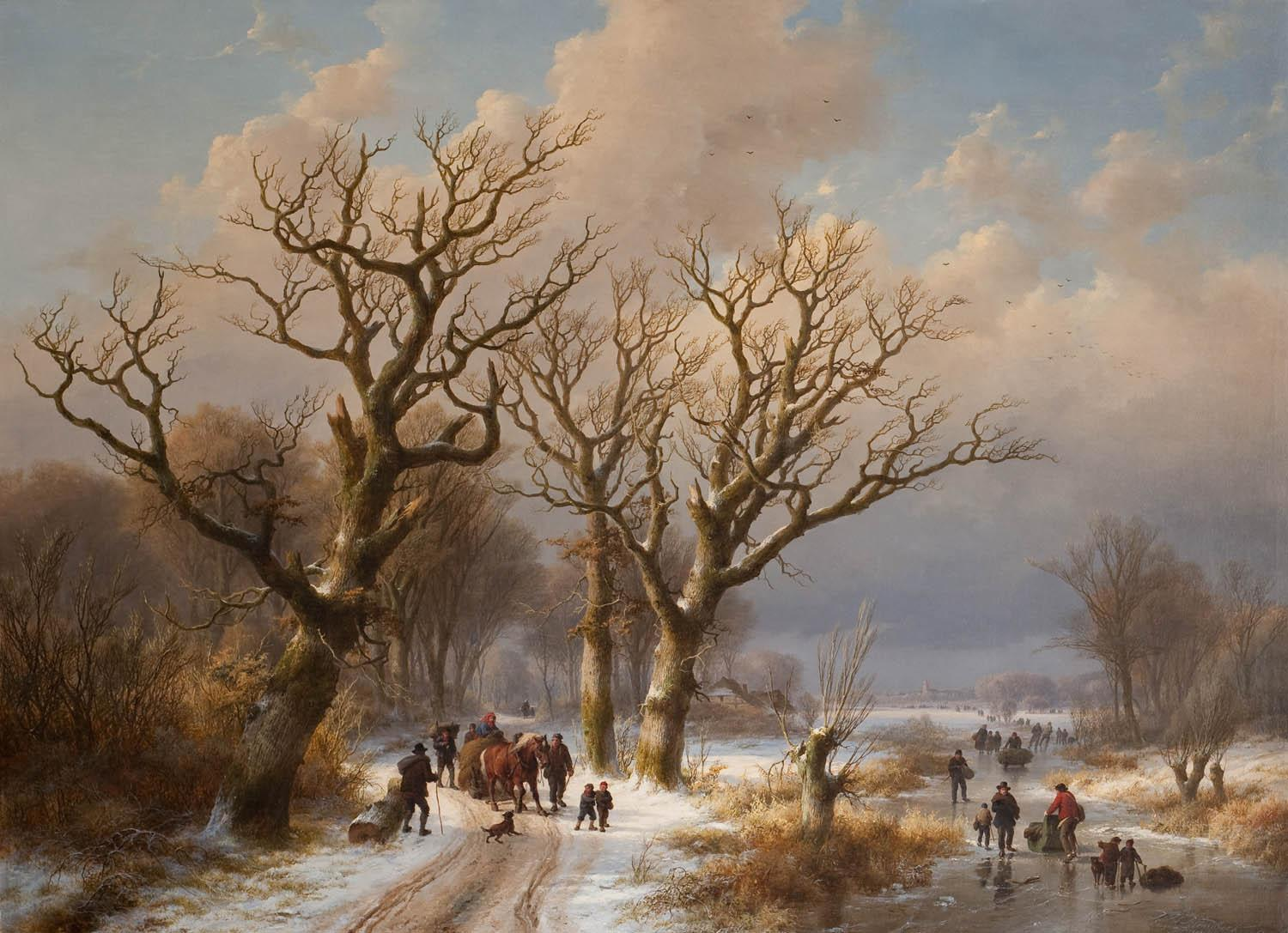
Winterlandschaft (1863, mit Eugène Verboeckhoven)
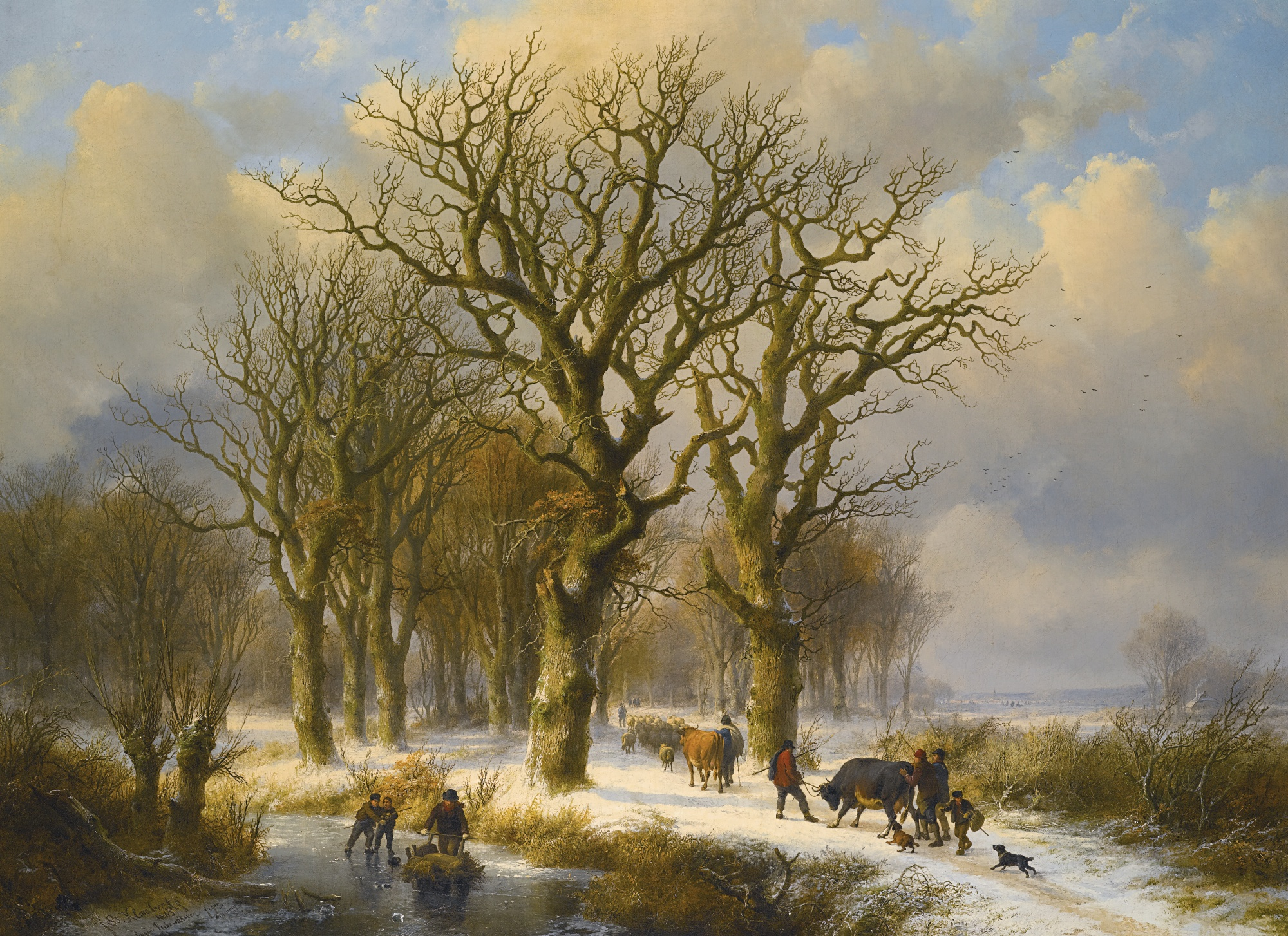
Winterlandschaft mit Schlittenfahrern (1863, mit Eugène Verboeckhoven)